# Vanavara
Vanavara is een plaats (selo) in de Russische kraj Krasnojarsk. Het dorp is gelegen in het zuidelijk deel van deze kraj, aan de rivier de Stenige Toengoeska. De plaats ontstond in 1932 als een nederzetting voor herders, jagers en vissers, en als locatie voor een weerstation. De naam van de nederzetting is mogelijk afgeleid uit de Evenkse woorden vane en vare (respectievelijk "mijnbouw" en "doden").
Vanavara kreeg enige bekendheid doordat het de plaats is die het dichtst bij de plek ligt waarboven in 1908 de Toengoeska-explosie heeft plaatsgevonden (zo’n 40 kilometer noordelijker). Er is in Vanavara een museum dat aandacht besteedt aan deze gebeurtenis, ook is er een straat naar vernoemd: de Meteoritnaja Oelitsa.